# Выпуск 1844 года (Вест-Пойнт)
Выпуск 1844 года в американской военной академии Вест-Пойнт дал стране 5 генералов. 8 выпускников этого года стали участниками Гражданской войны, из них 3 сражались на стороне Юга, 5 - на стороне Севера. Среди выпускников этого года были корпусные генералы Уинфилд Хэнкок и Альфред Плезонтон. Выпускной экзамен проходил 10 июня 1844 года, и в приёмной комиссии присутствовали генерал Уинфилд Скотт и капитан Роберт Ли.
Суперинтендантом академии в 1839 году был Ричард Делафилд.
| Имя               | ранг | штат | звание            | примечания |
| ----------------- | ---- | ---- | ----------------- | --- |
| Уильям Пек        | 1    | CT   | генерал-майор     | 11 лет преподавал в Вест-Пойнте математику, впоследствии покинул армию и стал профессором математики.                |
| Джозей Уиттлеси   | 2    | NY   | майор             | Участник мексиканской и индейских войн, в гражданскую воевал в 5-м кавалерийском полку.                              |
| Самуэль Гилл      | 3    | KY   | первый лейтенант  | Участник мексиканской войны, c 1847 года железнодорожный инженер                                                     |
| Дэниель Фрост     | 4    | NY   | бригадный генерал | участник мексиканской войны, бригадный генерал армии Конфедерации                                                    |
| Эшер Эдди         | 5    | RI   | подполковник      | преподавал в Вест-Пойнте математику, в Гражданскую служил квартирмейстером в различных частях.                       |
| Фрэнсис Томас     | 6    | VA   | полковник         | участник Мексиканской войны, в 1861 году служил шефом артиллерии при штабе Джонстона, погиб в сражении при Булл-Ран. |
| Альфред Плезонтон | 7    | DC   | генерал-майор     | Участник мексиканской войны и индейских войн, командир кавалерийского корпуса Потомакской армии.                     |
| Томак Курд        | 8    | KY   | первый лейтенант  | участник мексиканской войны, профессор математики, умер в 1850 году.                                                 |
| Огастус Кук       | 9    | CT   | второй лейтенант  | умер в 1845 году |
| Джон Бикнелл      | 10   | TN   | второй лейтенант  | участник мексиканской войны, умер в 1849 году                                                                        |
| Саймон Бакнер     | 11   | KY   | генерал-лейтенант | участник мексиканской войны, генерал армии Конфедерации, губернатор Кентукки.                                        |
| Джон Тревитт      | 12   | NH   | капитан           | участник мексиканской войны, покинул армию в 1861 году                                                               |
| Рэнкин Диллворт   | 13   | O    | второй лейтенант  | погиб в 1846 году в сражении при Монтеррей.                                                                          |
| Эрастус Стронг    | 14   | Ark  | второй лейтенант  | погиб в сражении при Молино-дель-Рей.                                                                                |
| Уильям Бёрвелл    | 15   | VA   | второй лейтенант  | погиб в сражении при Молино-дель-Рей, где сражался в составе 5-го пехотного полка.                                   |
| Уильям Рид        | 16   | Del  | первый лейтенант  | участник мексиканской войны, впоследствии учёный и фермер.                                                           |
| Джеймс Вудс       | 17   | PA   | первый лейтенант  | участник мексиканской войны, погиб в сражении при Монтеррей.                                                         |
| Уинфилд Хэнкок    | 18   | PA   | генерал-майор     | участник мексиканской войны, корпусной командир Потомакской армии.                                                   |
| Джеймс Лэйк Генри | 19   | KY   | второй лейтенант  | участник мексиканской войны, покинул армию в 1852 году                                                               |
| Александр Хейс    | 20   | PA   | бригадный генерал | участник мексиканской войны, гражданский инженер, бригадный генерал Потомакской армии, погиб в сражении в Глуши.     |
| Джордж Уэйнрайт   | 21   | Mas  | второй лейтенант  | Участник мексиканской войны, умер в 1848 году                                                                        |
| Генри Шрёдер      | 22   | MD   | капитан           | Участник мексиканской войны, покинул армию в 1861 году                                                               |
| Джозеф Смит       | 23   | NH   | Второй лейтенант  | погиб при штурме Чапультепека                                                                                        |
| Джон Бибб         | 24   | KY   | Второй лейтенант  | участник мексиканской войны, покинул армию в 1846 году                                                               |
| Джордж Хоукинс    | 25   | NC   | первый лейтенант  | участник мексиканской войны, отчислен из армии в 1853 году                                                           |